# Albany, Oklahoma
Albany är en så kallad census-designated place i Bryan County i Oklahoma. Vid 2020 års folkräkning hade Albany 118 invånare.